# Jezioro Strzeleckie (powiat wałecki)
Jezioro Strzeleckie – jezioro w woj. zachodniopomorskim, w powiecie wałeckim, w gminie Tuczno, leżące na terenie Równiny Drawskiej.

## Dane morfometryczne
Powierzchnia zwierciadła wody według różnych źródeł wynosi od 5,0 ha do 6,82 ha.
Zwierciadło wody położone jest na wysokości 84,8 m n.p.m.

## Hydronimia
Według urzędowego spisu opracowanego przez Komisję Nazw Miejscowości i Obiektów Fizjograficznych (KNMiOF) nazwa tego jeziora to Jezioro Strzeleckie.